# Hotbird 7
O Hotbird 7 foi um satélite de comunicação geoestacionário europeu construído pela Astrium que estava planejado para ser colocado na posição orbital de 13 graus de longitude leste e seria operado pela Eutelsat. O satélite foi baseado na plataforma Eurostar-2000+ e sua expectativa de vida útil era de 15 anos. O mesmo foi perdido devido a uma falha no lançamento.

## História
O Hotbird 7 era para ser usado em transmissão de televisão e rádio direto para toda a Europa, Norte da África e Oriente Médio. Este satélite foi o quinto da série Hotbird a ser encomendado para a Astrium.
Como fabricante principal para o Hotbird 7, a Astrium forneceu tanto a plataforma como a carga útil. O satélite foi baseado na bem sucedida plataforma da companhia o Eurostar-2000+. O satélite tinha uma massa de lançamento de 3.350 kg, os níveis de potência de 7,5 kW e um período de vida de até 15 anos. O Hotbird 7 carregava uma carga de 40 transponders de banda Ku ativos com amplificadores de alta potência, dando o satélite o dobro da capacidade dos satélites Hotbird anteriormente construídos pela Astrium.
O Hotbird 7 seria colocado na posição orbital de 13 graus leste, para substituir o satélite Hotbird 3, mas o lançamento do mesmo falhou.

## Lançamento
O satélite foi lançado ao espaço no dia 11 de fevereiro de 2002, às 22:22 UTC, por meio de um veículo Ariane 5 ECA, a partir do Centro Espacial de Kourou, na Guiana Francesa, juntamente com os satélites Stentor, MFD-A e MFD-B. Os satélites foram perdidos após o veículo lançador falhar. Ele tinha uma massa de lançamento de 3.400 kg.

## Capacidade e cobertura
O Hotbird 7 era equipado com 40 transponders de banda Ku para prestar serviços de telecomunicação com cobertura na Europa, no Norte da África e no Oriente Médio.